# Kanton Vittel
Der Kanton Vittel ist seit 1790 ein französischer Wahlkreis im Arrondissement Neufchâteau für das Département Vosges in der Region Grand Est (zuvor Lothringen); sein Bureau centralisateur befindet sich in Vittel.

## Lage
Der Kanton liegt im Westen des Départements.

## Geschichte
Der Kanton entstand 1790. Bis 2015 gehörten 21 Gemeinden zum Kanton Vittel. Mit der Neuordnung der Kantone in Frankreich stieg die Zahl der Gemeinden 2015 auf 45. Zu den bisherigen 21 Gemeinden kamen die Gemeinden Aingeville, Aulnois, Auzainvillers, Belmont-sur-Vair, Bulgneville, Crainvillers, Dombrot-sur-Vair, Gendreville, Hagnéville-et-Roncourt, Malaincourt, Mandres-sur-Vair, Médonville, Morville, Norroy, Parey-sous-Montfort, Saint-Ouen-les-Parey, Saint-Remiremont, Saulxures-lès-Bulgnéville, Sauville, Suriauville, Urville, La Vacheresse-et-la-Rouillie, Vaudoncourt und Vrécourt neu zum Kanton Vittel. Diese 24 Gemeinden stammen aus dem aufgelösten Kanton Bulgnéville.

## Gemeinden
Der Kanton besteht aus 45 Gemeinden mit insgesamt 17.091 Einwohnern (Stand: 1. Januar 2022) auf einer Gesamtfläche von 422,50 km²:
| Gemeinde                     | Einwohner 1. Januar 2022 | Fläche km² | Dichte Einw./km² | Code INSEE | Postleitzahl |
| ---------------------------- | ------------------------ | ---------- | ---------------- | ---------- | ------------ |
| Aingeville                   | 61                       | 5,77       | 11               | 88003      | 88140        |
| Aulnois                      | 165                      | 4,44       | 37               | 88017      | 88300        |
| Auzainvilliers               | 207                      | 8,25       | 25               | 88022      | 88140        |
| Bazoilles-et-Ménil           | 115                      | 5,77       | 20               | 88043      | 88500        |
| Belmont-sur-Vair             | 124                      | 6,17       | 20               | 88051      | 88800        |
| Bulgnéville                  | 1.523                    | 13,33      | 114              | 88079      | 88140        |
| Contrexéville                | 2.932                    | 14,96      | 196              | 88114      | 88140        |
| Crainvilliers                | 180                      | 10,45      | 17               | 88119      | 88140        |
| Dombrot-le-Sec               | 358                      | 18,89      | 19               | 88140      | 88140        |
| Dombrot-sur-Vair             | 241                      | 9,04       | 27               | 88141      | 88170        |
| Domèvre-sous-Montfort        | 61                       | 3,28       | 19               | 88144      | 88500        |
| Domjulien                    | 177                      | 11,94      | 15               | 88146      | 88800        |
| Estrennes                    | 106                      | 5,99       | 18               | 88164      | 88500        |
| Gemmelaincourt               | 126                      | 7,42       | 17               | 88194      | 88170        |
| Gendreville                  | 104                      | 8,08       | 13               | 88195      | 88140        |
| Hagnéville-et-Roncourt       | 81                       | 8,55       | 9                | 88227      | 88300        |
| Haréville                    | 470                      | 6,56       | 72               | 88231      | 88800        |
| La Neuveville-sous-Montfort  | 182                      | 10,21      | 18               | 88325      | 88800        |
| La Vacheresse-et-la-Rouillie | 128                      | 9,36       | 14               | 88485      | 88140        |
| Lignéville                   | 300                      | 12,53      | 24               | 88271      | 88800        |
| Malaincourt                  | 80                       | 6,05       | 13               | 88283      | 88140        |
| Mandres-sur-Vair             | 438                      | 11,93      | 37               | 88285      | 88800        |
| Médonville                   | 54                       | 7,27       | 7                | 88296      | 88140        |
| Monthureux-le-Sec            | 174                      | 11,36      | 15               | 88309      | 88800        |
| Morville                     | 42                       | 3,41       | 12               | 88316      | 88140        |
| Norroy                       | 208                      | 7,22       | 29               | 88332      | 88800        |
| Offroicourt                  | 150                      | 9,33       | 16               | 88335      | 88500        |
| Parey-sous-Montfort          | 172                      | 7,04       | 24               | 88343      | 88800        |
| Rancourt                     | 76                       | 5,57       | 14               | 88370      | 88270        |
| Remoncourt                   | 568                      | 14,52      | 39               | 88385      | 88800        |
| Rozerotte                    | 185                      | 6,46       | 29               | 88403      | 88500        |
| Saint-Ouen-lès-Parey         | 495                      | 21,09      | 23               | 88430      | 88140        |
| Saint-Remimont               | 211                      | 4,60       | 46               | 88434      | 88800        |
| Saulxures-lès-Bulgnéville    | 231                      | 9,54       | 24               | 88446      | 88140        |
| Sauville                     | 169                      | 14,38      | 12               | 88448      | 88140        |
| Suriauville                  | 200                      | 13,44      | 15               | 88461      | 88140        |
| They-sous-Montfort           | 123                      | 10,21      | 12               | 88466      | 88800        |
| Thuillières                  | 111                      | 7,62       | 15               | 88472      | 88260        |
| Urville                      | 55                       | 4,02       | 14               | 88482      | 88140        |
| Valfroicourt                 | 229                      | 13,80      | 17               | 88488      | 88270        |
| Valleroy-le-Sec              | 186                      | 5,87       | 32               | 88490      | 88800        |
| Vaudoncourt                  | 151                      | 5,67       | 27               | 88496      | 88140        |
| Vittel                       | 4.766                    | 24,13      | 198              | 88516      | 88800        |
| Viviers-lès-Offroicourt      | 27                       | 4,52       | 6                | 88518      | 88500        |
| Vrécourt                     | 349                      | 12,46      | 28               | 88524      | 88140        |
| Kanton Vittel                | 17.091                   | 422,50     | 40               | 8817       | –            |

Bis zur landesweiten Neuordnung der französischen Kantone im März 2015 gehörten zum Kanton Vittel die 21 Gemeinden Bazoilles-et-Ménil, Contrexéville, Dombrot-le-Sec, Domèvre-sous-Montfort, Domjulien, Estrennes, Gemmelaincourt, Haréville, Lignéville, Monthureux-le-Sec, La Neuveville-sous-Montfort, Offroicourt, Rancourt, Remoncourt, Rozerotte, They-sous-Montfort, Thuillières, Valfroicourt, Valleroy-le-Sec, Vittel (Hauptort) und Viviers-lès-Offroicourt. Sein Zuschnitt entsprach einer Fläche von 210,94 km2. Er besaß vor 2015 den INSEE-Code 8828.

## Bevölkerungsentwicklung des alten Kantons
| 1968   | 1975   | 1982   | 1990   | 1999   | 2006   | 2012   |
| ------ | ------ | ------ | ------ | ------ | ------ | ------ |
| 13.350 | 14.692 | 14.530 | 14.217 | 13.701 | 13.060 | 12.539 |

## Politik
Seit 1945 hatte der Kanton folgende Abgeordnete im Rat des Départements:
| Vertreter im conseil général des Départements | Vertreter im conseil général des Départements | Vertreter im conseil général des Départements |
| Amtszeit                                      | Name                                          | Partei                                        |
| --------------------------------------------- | --------------------------------------------- | --------------------------------------------- |
| 1945–1952                                     | Jean Bouloumié                                | FR, danach CNIP?                              |
| 1952–1976                                     | Guy de La Motte Bouloumié                     | Républicains indépendants                     |
| 1976–1982                                     | Serge Beltrame                                | PS                                            |
| 1982–2001                                     | Hubert Voilquin                               | UDF                                           |
| 2001–2007                                     | René Blein                                    | DVD                                           |
| 2007–2015                                     | Jean-Jacques Gaultier                         | UMP                                           |
| 2015–                                         | Luc Gerecke Claudie Pruvost                   | DVD                                           |